# Áreas protegidas de Nigeria

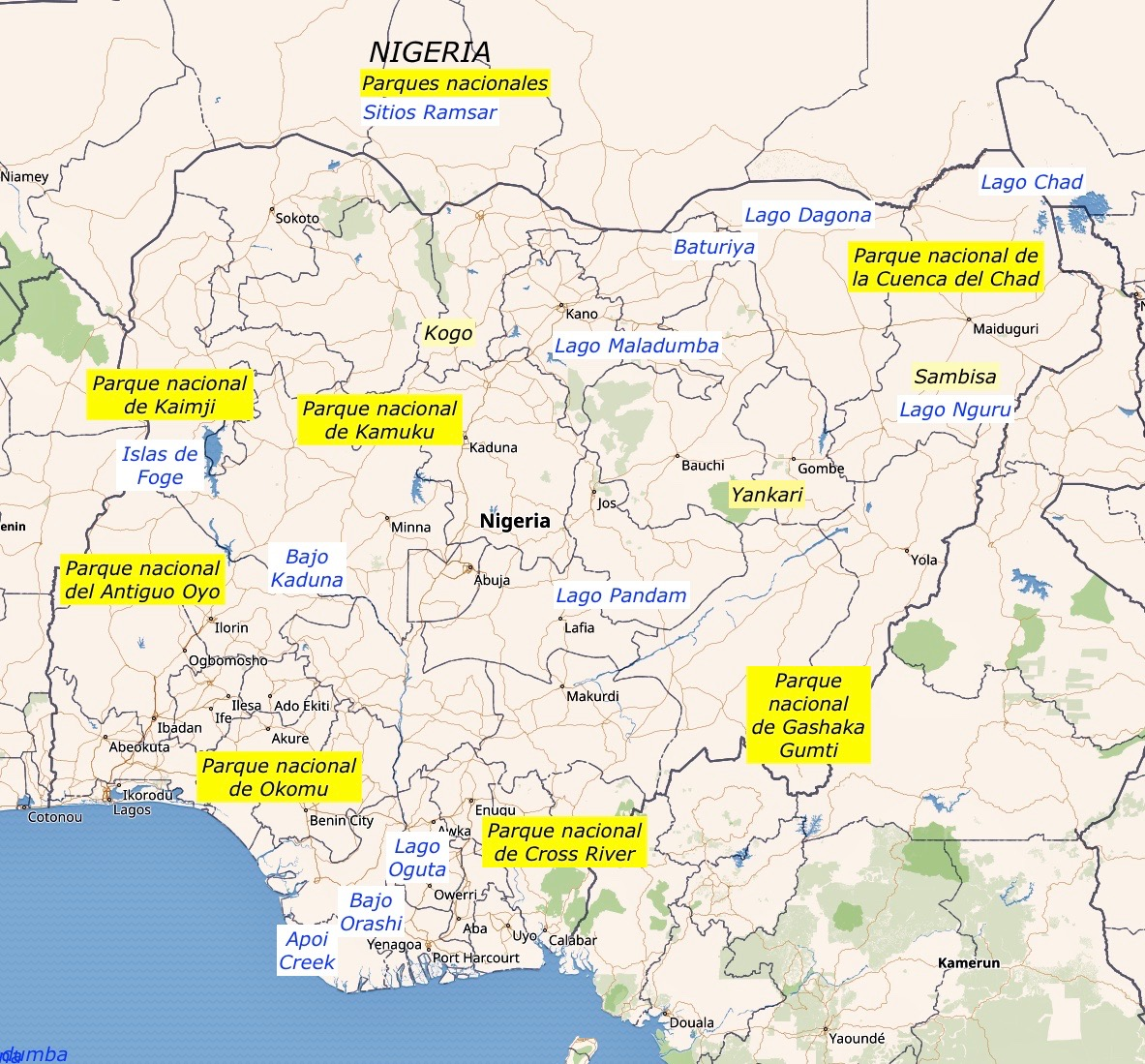
Parques nacionales y sitios Ramsar de Nigeria

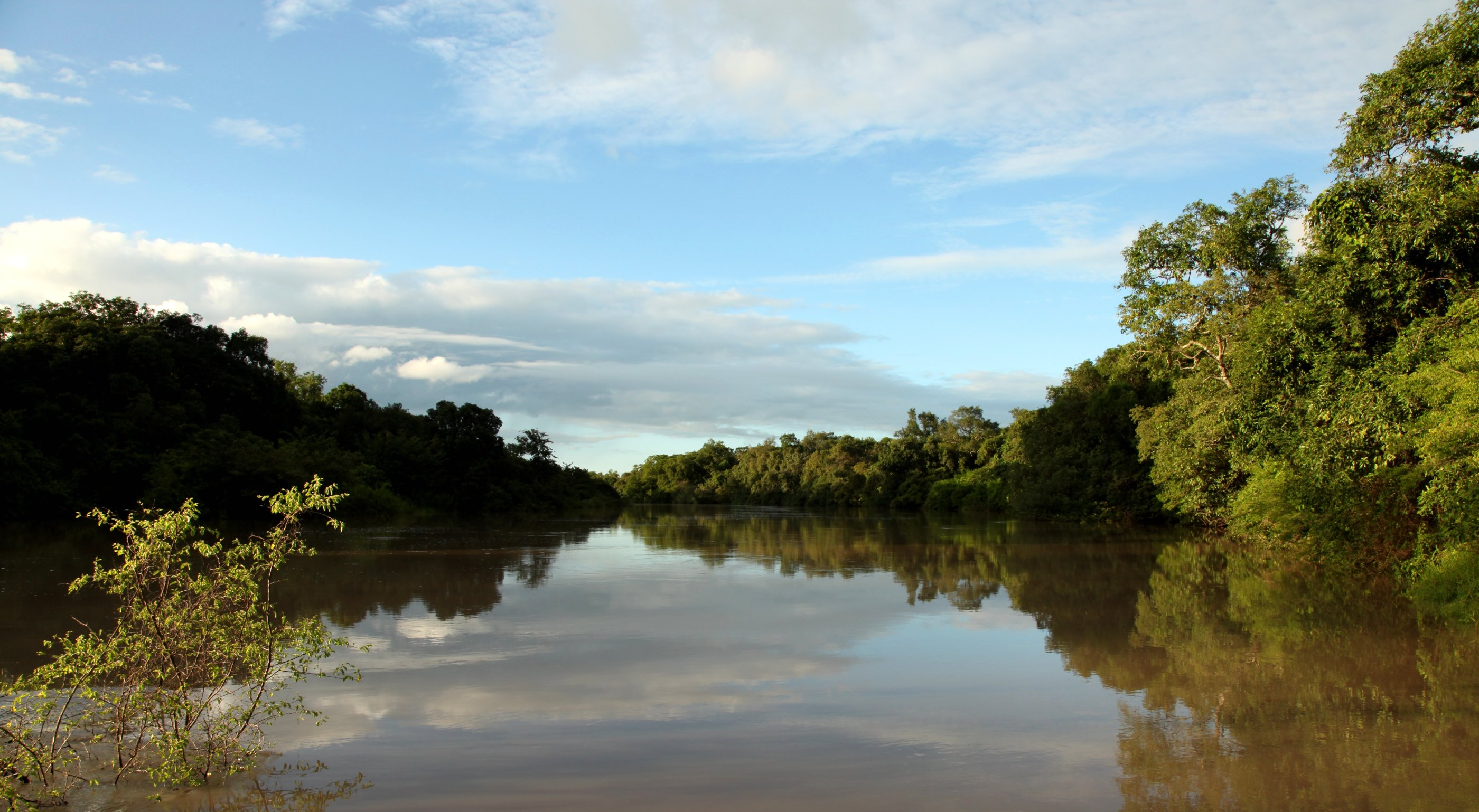
Lago de los Hipopótamos en el río Oli en el Parque nacional de Kainji

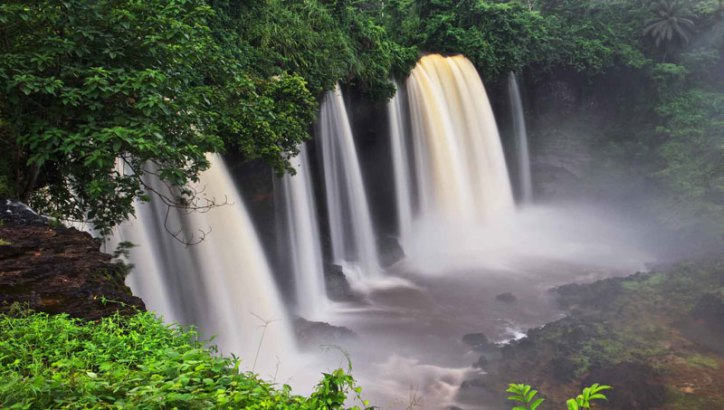
Cataratas de Agbokim en el Parque nacional del Río Cross.

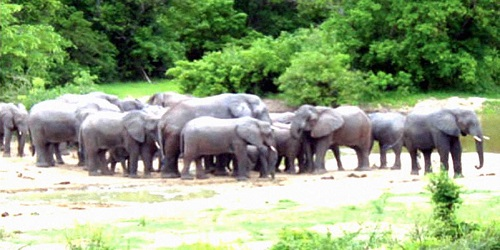
Parque nacional de Kamuku

Hay un millar de áreas protegidas en Nigeria (según la IUCN, en 2024 eran 1002), unos 126.735 km², el 14 por ciento del territorio (908.933 km²) y solo 33 km² de áreas marinas, el 0,02 por ciento de los 178.066 km² que pertenecen al país. De esta enorme cantidad de zonas protegidas, 928 son reservas forestales de muy diversos tamaños, 19 son parques nacionales, 2 son santuarios de la naturaleza, 1 es una comunidad forestal, 5 son reservas estrictas de la naturaleza y 33 son reservas de caza. Además, hay una reserva de la biosfera de la UNESCO (Omo Strict Natural Reserve, de 1.300 km²) y 11 sitios Ramsar.
El primer parque nacional, el del lago Kainji, fue establecido en 1979 por el general Olusegun Obasanjo. Los parques cubren un área de algo más de 26 000 km². En Nigeria hay también 11 sitios Ramsar (humedales de importancia internacional), que cubren un total de 10.767 km², repartidos por todo el país (tres en el delta), y 27 IBAs (Áreas de importancia para las aves) catalogadas por BirdLife International, que comprenden 32.501 km², con un total de 864 especies de aves, de las que 24 son especies amenazadas y 4 son endémicas.

## Parques nacionales
Aunque la IUCN registra 19 parques nacionales, no aparecen como tales más que ocho hasta hace poco, el resto eran reservas forestales o de caza hasta que, en 2023, el gobierno de Nigeria proclamó la creación de diez nuevos parques nacionales. Los que estaban en el noroeste eran zonas asoladas por Boko Haram.
- Parque nacional de la Cuenca del Chad, 2.258 km²
- Parque nacional del Río Cross, 4.000 km²
- Parque nacional de Gashaka Gumti, 6.400 km²
- Parque nacional de Kainji, 5.340 km². Alberga las reservas de caza de Borgu (3970 km2) y de Zugurma (1385 km2), que se unieron en 1975 para dar lugar al parque nacional.
- Parque nacional de Kamuku, 1.120 km²
- Parque nacional de Okomu, 200 km²
- Parque nacional del Antiguo Oyo, 2.512 km²
- Parque nacional Yankari, 2.244 km²

- Parque nacional de Sambisa, 1140 km2. Se establece en 1978 en el estado de Borno, al sur del Parque nacional de la cuenca del Chad. En 2018 tenía 518 km2 en una llanura drenada por los ríos Ngadda y Yedseram, en una zona desértica del norte de Nigeria. Había elefantes, leopardos, leones, hienas, babuinos, gacelas y hasta 62 especies de aves en una paisaje con acacias, baobabs, tamarindos, palmeras datileras, etc. En 2018, los animales se habían ido debido a la lucha entre los ejércitos de Nigeria y Boko Haram.[8]

- Parque nacional de Gujba, 448 km2. Más conocido como Reserva forestal de Gujba, a unos 450 m de altitud, en el estado de Yobe, nordeste de Nigeria.[9] Al parecer, a este parque acudían los elefantes de reservas vecinas en la época seca, de noviembre a abril, pero la deforestación y la expansión de la agricultura hicieron que a principios del siglo XXI desaparecieran de la reserva.

- Parque nacional de los humedales de Baturiya, 297 km2. Es un sitio Ramsar y una reserva de caza (Baturiya Wetland Games Reserve, de 690 km2) de uso múltiple, en el estado de Kano, en un lugar de vegetación sudano-saheliana[10] o sudanesa occidental con pozas temporalmente inundables por las crecidas del río Kafin Hausa. Propuesto como parque nacional. Se encuentra a una media de 350 m de altitud.

- Parque nacional de Kuyambana, 2614 km2. En el estado de Zamfara. Más conocido como Reserva forestal de Kwiambana. Había elefantes, leones y hienas en un paisaje abierto de sabana con acacias, pero se ha visto afectado por el grupo yihadista Boko Haram.[11]

#### Designados en 2023

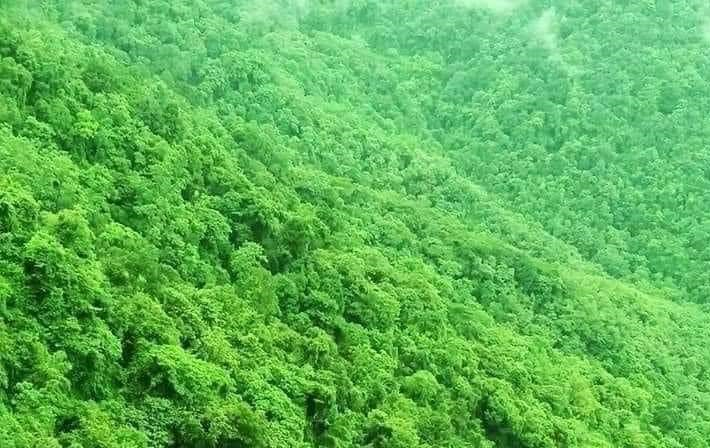
Bosque en el Parque nacional de las colinas de Oba

- Parque nacional de Alawa, 296 km2, en el norte. Antes Reserva forestal de Alawa, asciende a parque nacional en 2023, después de un periodo de terror provocado por la invasión del grupo yihadista Boko Haram, como el cercano Parque nacional de Kamuku, en el estado de Kaduna, el Parque nacional de Sambisa, en el estado de Borno, el Parque nacional de Kuyambana o Kwiambana, en el estado de Zamfara, el Parque nacional de Yankari, en el estado de Bauchi y el Parque nacional de Kainji, en Níger. El gobierno de Nigeria reconstruye el centro de visitantes del parque de Alawa en 2024.[12]

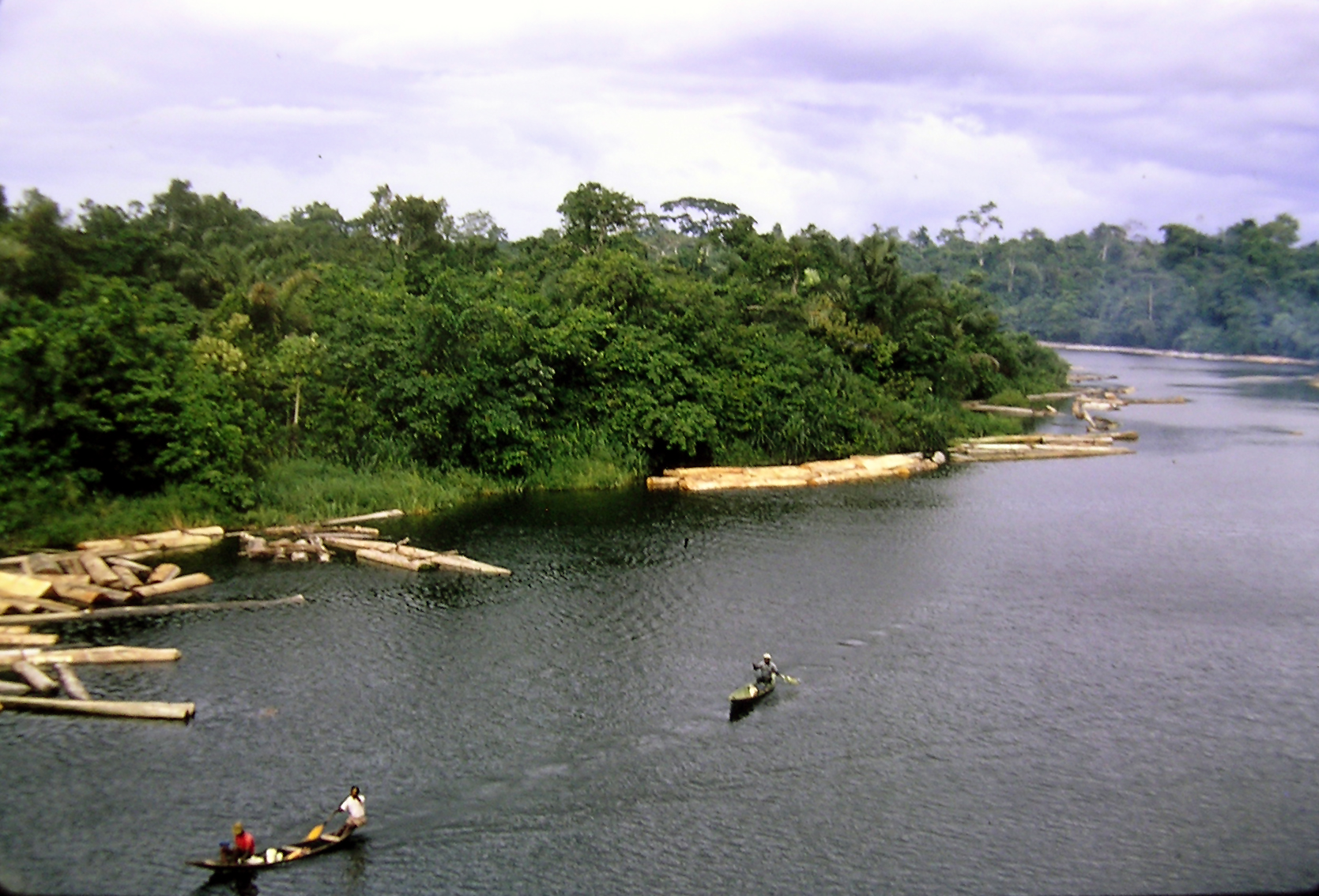
Selva pantanosa del delta del Níger

- Parque nacional de los bosques de Apoi Creek, 292,13 km2, en el estado de Bayelsa. Es sitio Ramsar desde 2008, ecorregión selva pantanosa del delta del Níger. La DOPA (Digital Observatory for Protected Areas) de la Unión Europea lo consideraba reserva forestal, con 187,54 km2, amenazada en 2021.[13] Un 57 %, unos 106 km2 están cubiertos de bosque, el resto son pantanos, áreas inundadas y carrizales. Hay unas 328 especies de aves, 30 de anfibios y 72 de mamíferos.[14]

- Parque nacional de Edumanom, 93,24 km2, desde 2023, antes Reserva forestal de Edumanom, desde 1975, en el sudeste de Nigeria, entre los gobiernos locales de Nembe y Ogbia, en el estado de Bayelsa, es una zona de bosque pantanoso de agua dulce. Alberga algunos chimpancés que están amenazados.[15] Asimismo se encuentran cercopiteco de Sclater, colobo oliva y colobo rojo del delta del Níger. Cubre parte del antiguo reino Nembe y está algo degradado por las extracciones de petróleo. Caen unos 2300 mm de lluvia al año con un periodo seco de noviembre a abril. Entre los mamíferos, también hay ratón de las cañas grande, el mayor roedor de África, que alcanza los 7 kilos de peso, el puerco espín Atherurus africanus, el sitatunga, el bushbuck septentrional o antílope jeorglífico, antílopes enanos, civetas, etc.
- Parque nacional de Falgore (Kogin Kano), 920 km2, desde 2023, antes Reserva de caza de Falgore, en el estado de Kano.
- Parque nacional de los humedales de Hadejia, reserva de caza y sitio Ramsar en el estado de Jigawa que en septiembre de 2024 adquiere el estatus de parque nacional.[16]
- Parque nacional del río Kampe, desde 2023, en el estado de Kwara
- Parque nacional de Kogo, 4055 km2, desde 2023, en el estado de Katsina
- Parque nacional de Marhai, desde 2022, en el estado de Nasarawa, antes reserva forestal.[17]
- Parque nacional de las colinas de Oba, 52 km2. También Reserva forestal de las colinas de Oba, en Iwo, estado de Osun, en un enclave formado por tres colinas y un valle con profundas gargantas. Un 12 % de la reserva es una plantación de teca y la colina norte está deforestada. No obstante, se cree que en las zonas forestadas sobreviven algunos chimpancés.[18]
- Parque nacional Pandam, 224 km2, desde 2023, antes parque natural, al norte del río Benué, en el estado de Plateau. Atravesado por dos ríos, el Dep y el Li, afluentes del Benué, se encuentra en peligro según BirdLife. Se han registrado 217 especies de aves, entre ellas el cernícalo primilla. Desciende hacia el sur, donde se encuentra el lago Pandam, de unos 2 km2. La vegetación es de sabana sudanesa-guineana con bosques de galería en las cuencas, en los que crecen Afzelia africana, Ceiba pentandra y Raphia sudanica. Tiene una estación seca de abril a octubre con lluvias de 1000 a 1500 mm. Entre los mamíferos, manatí africano, en el lago, antílope ruano y búfalo cafre.[19]

En esta clasificación de la IUCN no aparece el parque de Okomu, que queda como santuario de la naturaleza.

## Santuarios de la naturaleza

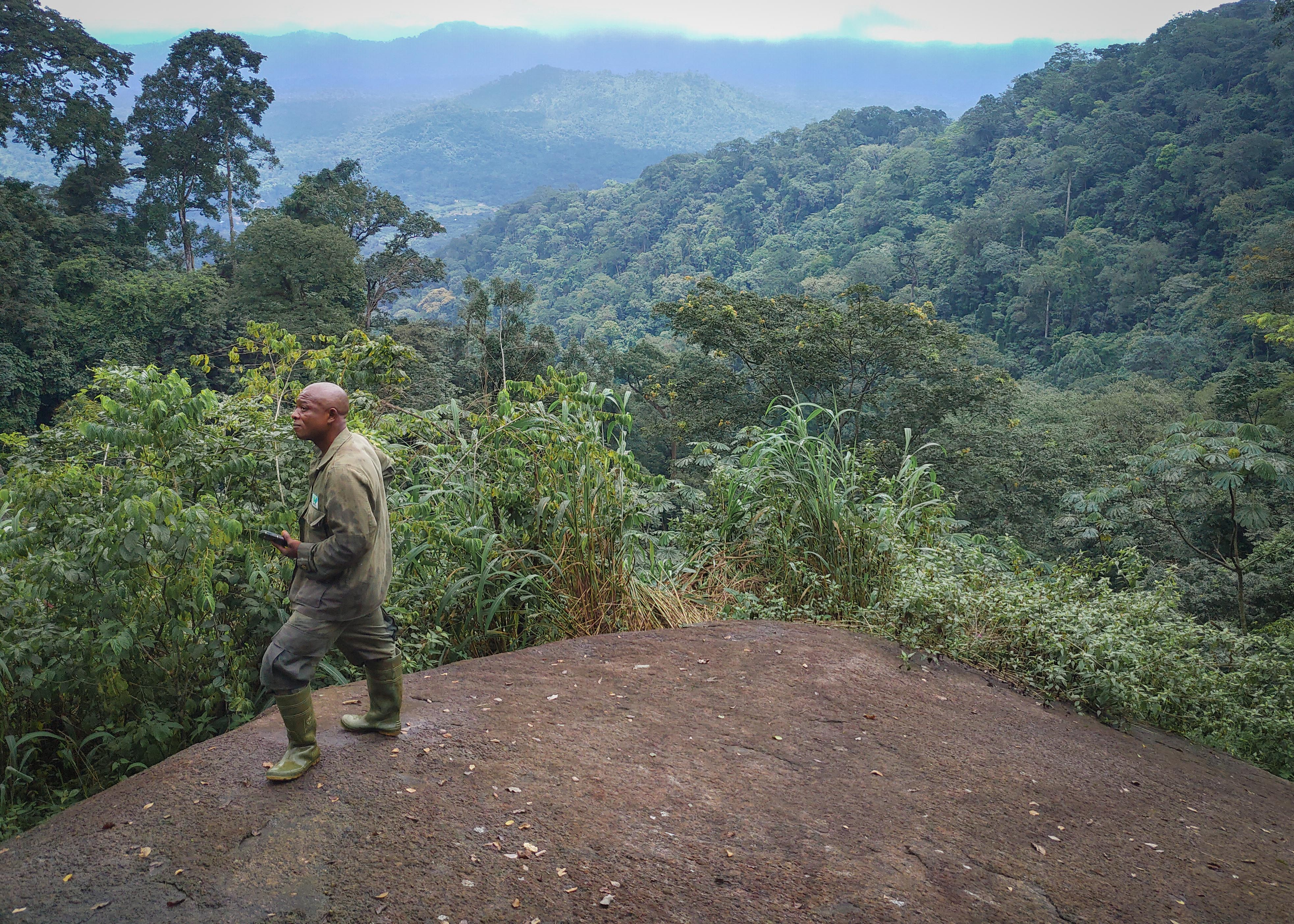
Vista del Santuario de la montaña de Afi

- Santuario de la naturaleza de Okomu, 112-120 km² de bosque húmedo,[20] dentro de la Reserva forestal de Okomu y el Parque nacional de Okomu. Se crea en 1982 para proteger el medio ambiente del cercopiteco de garganta blanca principalmente.[21]

- Santuario de la naturaleza de la montaña de Afi (Afi Mountain Wildlife), 104 km² de bosque submontano con picos rocosos que alcanzan los 1.300 m de altitud. Se crea en 2000 para proteger al gorila occidental del río Cross, al chimpancé de Nigeria-Camerún y al picatartes cuelligrís. Rodeada por la Reserva forestal del río Afi, en el estado de Cross River. El bosque es dañado por los incendios en época seca y las zonas abiertas se llenan de herbazales apropiados para los gorilas. El flanco occidental de la montaña es un lugar de paso de millones de ejemplares de la golondrina común hacia Europa.[22]

## Reserva de la biosfera
- Reserva de la biosfera de Omo, 1.306 km². A 135 km al nordeste de Lagos en el sur de Nigeria, estado de Ogun, área de Ijebu, a 20 km de la costa atlántica en su parte meridional, entre 6o35’ a 7o05’N y 4o19’ a 4o40’E. Bosque verde mezclado con bosque caduco sobre roca metamórfica, entre 5 y 150 m de altitud en un terreno ondulado, con pantanos en el sur, donde se unen los ríos Omo y Oni. Las lluvias oscilan entre 1600 y 2000 mm anuales, con dos picos en junio y septiembre. En el norte hay una zona más seca donde dominan especies arbóreas como Sterculia rhinopetala, mientras Nauclea diderrichii y Terminalia superba son comunes en la zona central. En los bosques del sur sobre terreno arenoso y pantanoso se encuentran Lophira alata y árboles de la familia Meliaceae. Hay elefante africano de bosque, pangolín, aulácodo y damán arborícola meridional, entre otros. Se practica la agricultura, la caza y la pesca, con la venta de maderas nobles. Se estableció en 1925 y en 1946 se integró una reserva estricta de 460 ha en el área central norte . A su alrededor se creó más tarde un santuario de elefantes. Hay ocho enclaves donde viven cazadores y granjeros con una plantación de Gmelina para usos madereros.[23][24]

## Reservas naturales estrictas
- Reserva natural estricta de Omo, 4,6 km². Bosque siempre verde al norte de Lagos. Parte de la Reserva de la biosfera de Omo.

- Reserva natural de Lekki, 78 ha. En el estado de Lagos, también Centro de conservación de Lekki (Lekki Conservation Centre)., en la península de Lekki, en el sudoeste de Nigeria. Establecida en 1990, antes del desarrollo urbano de la península, que tiene 755 km² y más de 400.000 habitantes, de hecho, un barrio de Lagos. En la zona protegida, un mosaico de vegetación, bosque secundario, bosque pantanoso y sabana.[25]

- Reserva forestal de Urhonigbe, 0,64 km². Selva tropical en el estado de Edo, enn un zona de bosque húmedo.[26][27] Es una de las 48 reservas forestales del estado de Edo, creada en 1920 con un área de 308 km2. Más tarde, debido a la pérdida de biodiversidad, se conservaron unas pocas hectáreas, 321 ha ampliadas a 607 ha como reserva natural estricta. Se hizo un esfuerzo de recuperación, pero a finales del siglo XX, las 48 reservas estaban muy degradadas.[28] En 2020, la utilización de los recursos forestales seguía provoicando conflictos con la población.[29]

- Reserva forestal de Bam Ngelzarma, 1,42 km². Estado de Yobe. Sabana.[30]

- Reserva natural estricta de Akure, 32 ha. Se crea en 1948 para conservar la diversidad genética del bosque dentro de la Reserva forestal de Akure, de 66 km2 creada en 1936. En el estado de Ondo. Hay 956 ejemplares de árboles únicos, y 42 especies. En la reserva forestal, la actividad humana ha sido muy intensa: tala ilegal, deforestación, pérdida de biodiversidad etc. En 2013 se establecieron parcelas de 1 ha y se contaron todas las especies arbóreas que había en su interior para hacer un estudio sobre la eficacia de este tipo de conservación.[31]

## Reservas forestales destacables

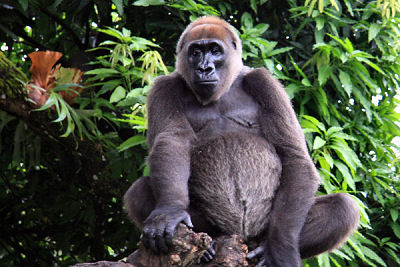
Gorila en Cross River.

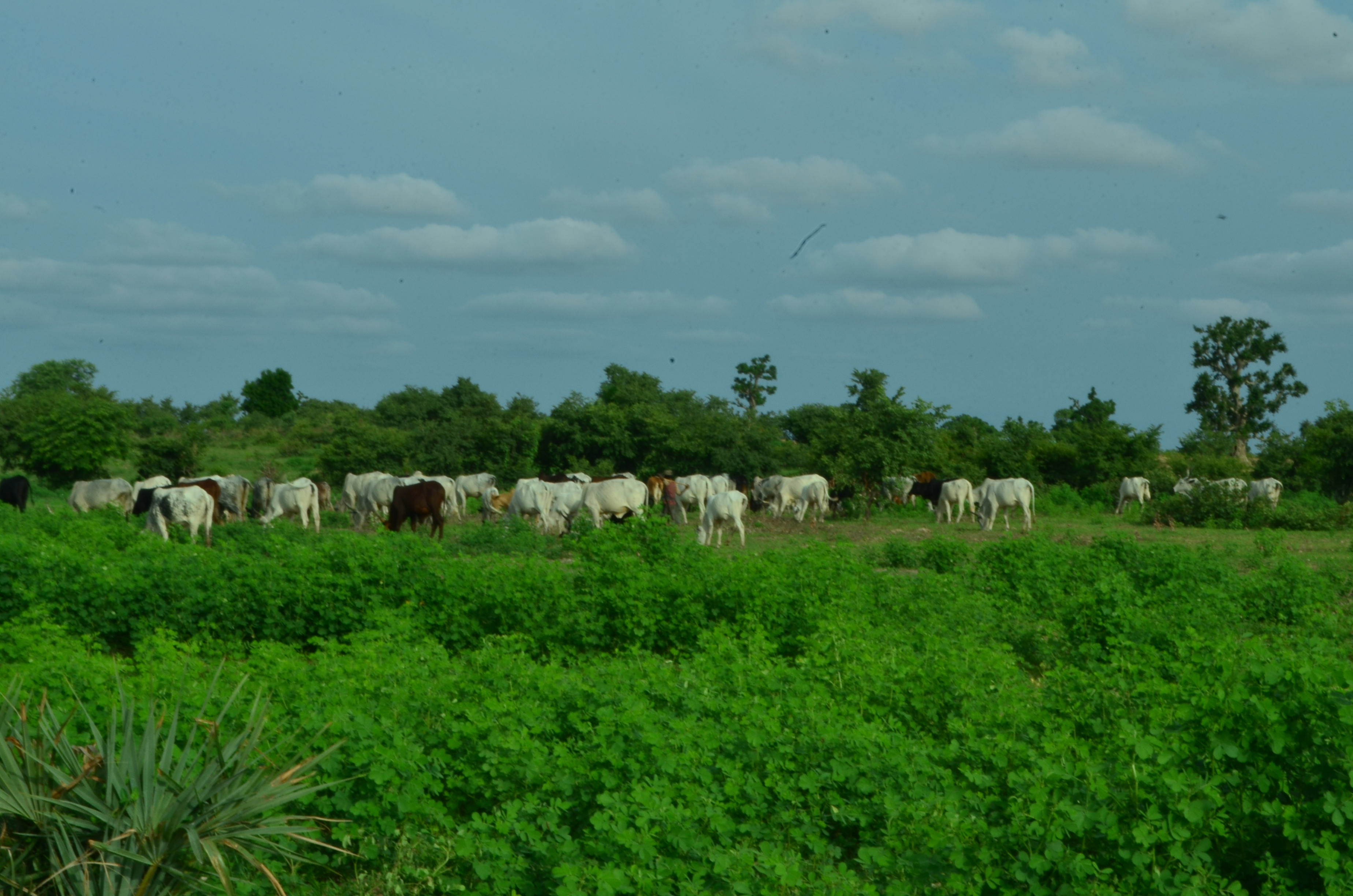
Pastores con ganado en la reserva de Gujba

- Reserva forestal de Akure, 66 km² Bosque lluvioso tropical en el estado de Ondo, entre los 200 y los 500 m, con lluvias de 2000 a 1500 mm disminuyendo de sur a norte. Forma parte de un grupo de pequeñas reservas forestales en el sudoeste de Nigeria con temperaturas entre 21 y 33.oC, con lluvias entre marzo y noviembre.[32]

- Reserva forestal de Akure Ofosu, 400 km2, en el estado de Ondo. Importante para la conservación del chimpancé.

- Reserva forestal de Kuyambana, 2.614 km². Elefantes, leones, hienas, en el estado de Zamfara, en el noroeste de Nigeria, la sabana boscosa o bosque de Kuyambana se considera actualmente una zona peligrosa.[33]

- Reserva natural de Kogo, 11°44′10″ N, 6°56′19″ E.

- Reserva forestal de Gujba, 448 km². En el estado de Yobe

- Bosque de Sambisa, 1.140 km². En el estado de Borno, en el extremo nordeste de la sabana sudanesa y sur del Sahel. Lluvias anuales de 190 mm con una estación húmeda entre noviembre y mayo. Es uno de los pocos bosques con vegetación dispersa del país, una mezcla de bosque abierto y zonas de matorrales densos de 1 a 2 m de altura. Hay 62 especies de aves y 70 de mamíferos, entre ellos babuinos, duikers, elefantes, leopardos, hienas, antílopes, etc., reducidos por las actividades de Boko Haram.[34]

- Reserva forestal de Oluwa, 829 km2. Forma parte del trío Omo, Shasha y Oluwa, que hasta 2011 estaban conectadas albergando los últimos restos de bosque tropical de la zona, en el estado de Ondo, en el sudoeste de Nigeria, a 70 km al este de Lagos.[35] El clima es húmedo y cálido, con una medias de más de 2100 mm anuales de lluvia y 25,9 oC, con un periodo más seco entre diciembre y febrero. Se extrae la madera como leña y por su valor comercial, por lo que se realizan esfuerzos de conservación en una zona donde hay 300 especies de aves, mangabey gris, cercopiteco de garganta blanca,  pangolín arborícola, cálao casquigualdo y probablemente algún chimpancé de Nigeria-Camerún. La reserva se creó en 1918 y desde entonces ha sido invadida por miles de granjeros que han convertido el bosque en campos, incluso con plantaciones de pinos macho en las zonas altas.[36]

## Reservas de caza destacables

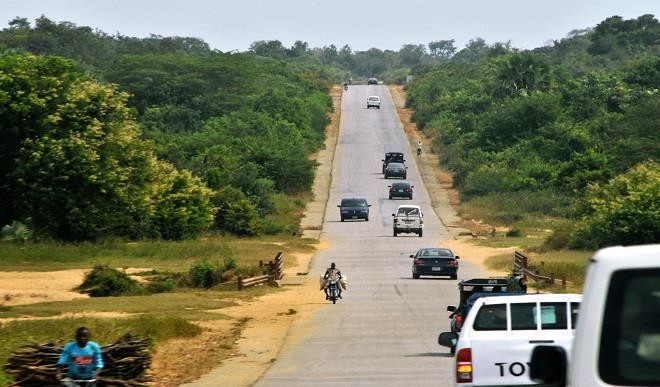
Carretera en la reserva de caza y forestal de Falgore

- Reserva de caza de Borgu, 3970 km2, estado de Kwara. Es una sección del Parque nacional de Kainji, bordeada al este por el lago Kainji y casi en la frontera con Benín al oeste. En 1975 se unió a la reserva de caza de Zugurma para formar el Parque nacional de Kainji.

- Reserva de caza de Falgore, 1000 km2, estado de Kano, en el norte de Nigeria, atravesada por el río Kano, en el cinturón septentrional de sabana guineana. Uno de sus propósitos, además de conservar las especies de sabana, es el de regular la sedimentación y colmatación del embalse multipropósito de Tiga, que es la columna vertebral del Proyecto del río Kano. Conservar la flora de los alrededores protege la zona de las inundaciones. El embalse de Tiga, de 178 km2, es el mayor del río Kano, afluente del Hadejia, afluente a su vez del Yobe, que desemboca en el lago Chad, al norte. El Proyecto del río Kano incluye asimismo el embalse de Challawa, en el río Chalawa, afluente del Kano, y un serie de zonas de regadío a lo largo del Kano y el Hadejia, antes de los humedales de Hadejia-Nguru, que forman parte del sitio Ramsar del complejo de Nguru.

- Reserva de caza de Kashimbila, 1396 km2, estado de Taraba. Como la de Falgore, pero en el centro-este del país, cerca de la frontera con Camerún, protege el entorno del embalse de Kashimbila, en el río Katsina-Ala, cuyo fin es regular las inundaciones, además de que se ha construido una central hidroeléctrica de 40 MW, inaugurada en 2019.[37] Puede almacenar 500 millones de m3 de agua y está preparado para regar unas 2000 ha.[38]

- Reserva de caza de Ohosu, 471 km2, estado de Edo, 80 km al oeste de Benín. Bosque tropical. Primates.[39]
- Reserva de caza de Yankari, 2244 km2, estado de Bauchi, desde 1991 Parque nacional de Yankari.
- Reserva de caza de Zugurma, 1385 km2 estado de Níger, junto con la reserva de caza de Borgu forma el Parque nacional de Kainji.

## Sitios Ramsar

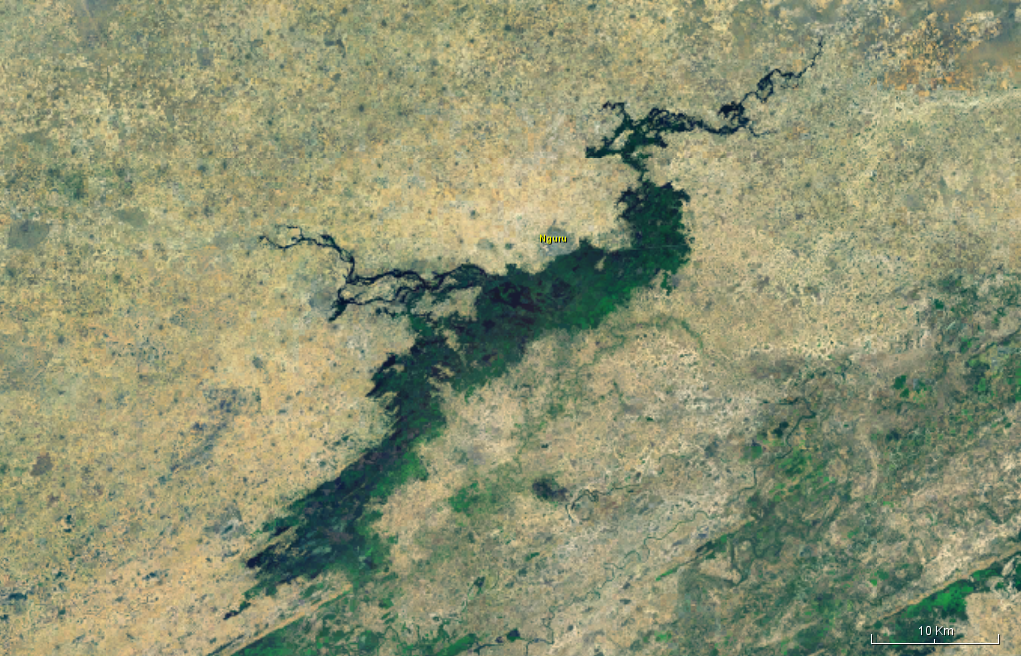
Lago Nguru desde el espacio.

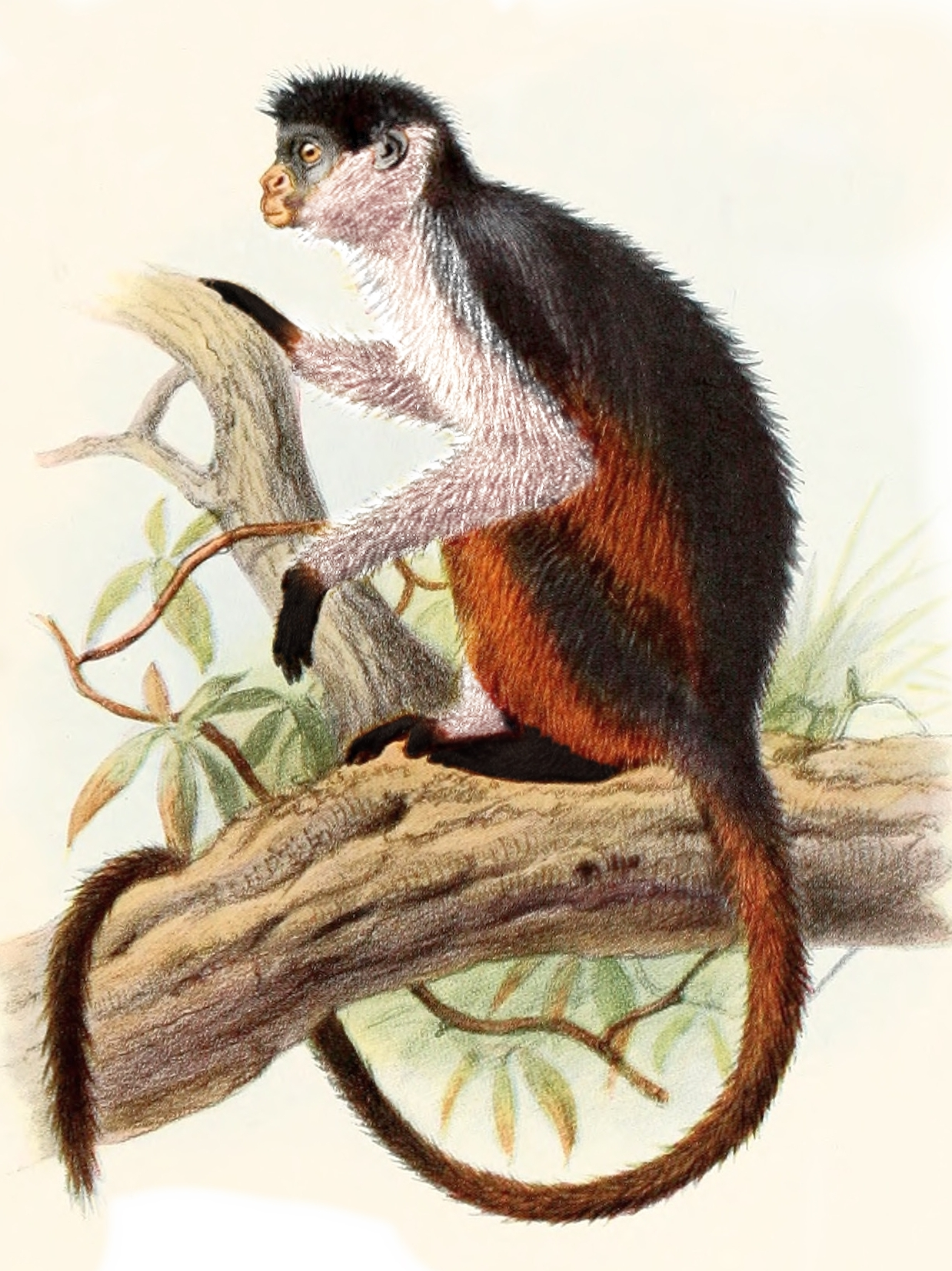
Colobo rojo del delta del Níger.

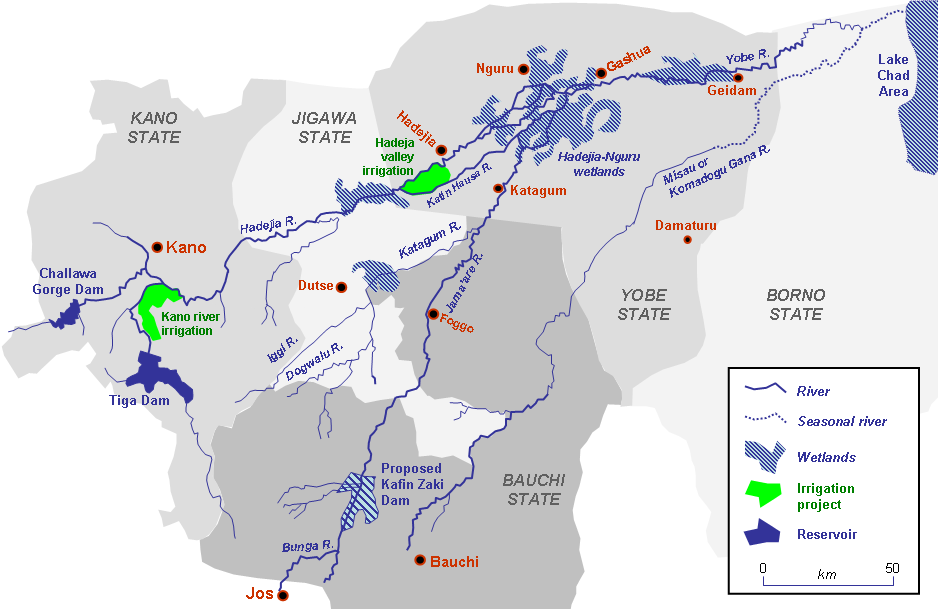
Cuenca del río Yobe donde aparecen los embalses del proyecto del río Kano y zonas protegidas como la reserva de caza de Falgore y el sitio Ramsar de los humedales de Hadejia-Nguru.

- Humedales del lago Chad en Nigeria, 6073, 5 km², 13°05′N 13°48′E. Nordeste de Nigeria, rodeados por Níger, al norte; Chad, al nordeste, y Camerún, al sur. Comprende un complejo sistema de humedales permanentemente inundados, parte del lago Chad, algunos ríos y sus deltas, y lo que queda del lago, poco profundo y que va disminuyendo de tamaño hace décadas. Herbazales, juncos, plantas acuáticas y matorrales. Hábitat importante para gran variedad de aves paleárticas, entre ellas la cerceta pardilla. Se practica la pesca y la agricultura. La única gestión procede de los líderes tradicionales del pueblo kanuri, que mantienen los derechos sobre la pesca, los estanques y los tramos de agua.[40]

- Bosques del bajo Orashi, 251,6 km², 04°54′N 06°31′E, Cuenca inferior del río Orashi, afluente del Níger en el delta, donde se encuentra el bosque pantanoso del humedal. Hospeda al cercopiteco de Sclater, al cercopiteco de garganta blanca, al colobo rojo y al hipopótamo pigmeo de Heslop. Entre las aves, el loro yaco y otras aves acuáticas del bioma forestal Guinea-Congo.[41]

- Lago Oguta, 5,72 km², 05°42′N 06°48′E. En la zona baja del río Njaba, en el estado de Imo. Depresión natural en la cuenca del río Níger. La superficie del lago varía de 180 a 300 ha dependiendo de la estación, y la media es de 5,5 m de profundidad. Está junto a la ciudad de Oguta y drena en el río Orashi o Ulasi, afluente del Níger en el delta. Hay unas 258 especies de fitoplancton de 107 géneros y unas 40 especies de peces. En los bosques del sur se encuentra el cercopiteco de Sclater.[42]

- Bajo Kaduna-Llanuras inundables del Medio Níger, 2.290,5 km², 08°52′ N 05°46′ E. Estados de Níger y Kwara. Un extenso humedal aluvial en la sección media del río Níger y en el curso bajo del río Kaduna, su tributario. Pozas, lagos, tramos de río aislados y bancos de arena inundables. Importante zona de cría para el abejaruco de Malimba y bioma sudanés-guineano. Cultivos extensivos de arroz y caña de azúcar.[43]

- Lago Maladumba, 18.6 km², 10°24′N 09°51′E. Reserva forestal en el estado de Bauchi. Representativo del humedal de la sabana sudanesa en Nigeria. Aves migradoras como la garza real, la cigüeña lanuda, el tilopo de las Sociedad, etc. Numerosas especies de peces, agricultura, caza, recolección y actividades recreativas.[44]

- Humedal Baturiya, 1.010 km², 12°32′N 10°30′E. Reserva de caza. Región biogeográfica sudanosaheliana, comprende pozas y áreas inundadas estacionalmente en el cauce del río Kafin Hausa. Importante por las aves acuáticas: tántalo africano, pato crestudo, toco piquinegro, entre otros. En los alrededores viven unas diez mil personas que practican la agricultura, la pesca y la ganadería. Está dentro de la Baturiya Wetland Games Reserve, propuesta como parque nacional.[45]

- Lago Santuario Dagona, 3,44 km², 12°49′N 10°45′E. Estado de Yobe y estado de Jigawa. Un amplio lago de meandro en el lecho del río Hadejia-Jamaare, dentro del Parque nacional de la Cuenca del Chad. Uno de los lugares más importantes de invernada para las aves acuáticas. Numerosas especies de peces y fuente de agua para el ganado local, aunque dentro de la zona del santuario está prohibida la entrada de ganado y la pesca.[46][47]

- Bosques de Apoi Creek, 292 km², 04°42′N 05°47′E. Estado de Bayelsa. Área pantanosa en la zona central del delta del Níger. Forma parte de la ecorregión selva pantanosa del delta del Níger, entre el río Benin, al oeste, y el río Imo, al este, que sirve de transición con la ecorregión selva de transición del Cross-Níger. Pantanos, manglares y lagunas, con bosque denso intercalado. Alberga, entre otros, al colobo rojo del delta del Níger. Pesca, agricultura y recursos forestales con canales abiertos para la extracción de madera.[48]

- Complejo del Lago Nguru (y canal Marma) o Hadejia-Nguru, 581 km², 10°22′N 12°46′E. Estado de Yobe y estado de Jigawa. Llanura y lago en un ecosistema saheliano-sudanés. Destacan tres especies de aves, el combatiente, la cerceta carretona y el sirirí cariblanco. El mantenimiento de la zona depende de las inundaciones estacionales, que no obstante se abastece con canales. El crecimiento de plantas del género Typha, del tipo espadaña o tótora, bloquea los canales. Unas 200.000 personas viven de la agricultura, el cultivo de arroz, la pesca y la ganadería.[49]

- Lagos Pandam y Wase, 197,4 km², 08°43′N 08°59′E. Estado de Nasarawa. Dentro del Parque nacional de Pandam, designado en 2023, antes Reserva de Vida Salvaje de Pandam, de 224 km². Al norte del río Benué, en la confluencia de dos de sus afluentes. Humedal virgen con sabana y bosque que contiene antílopes, cefalofinos, facoceros y monos. En el lago de Pandam hay hipopótamos y manatíes.[50] Se han registrado más de 200 especies de aves, con grandes cantidades de sirirí cariblanco en la estación seca. Caza, ganadería, quema de malezas, pesca, madera.[51]

- Islas Foge, 4.229 ha, 10°31′N 04°34′E. Islas pequeñas en el lago o embalse de Kainji construido en 1968.[52]